# Tonalapa (Guerrero)
Tonalapa es una localidad del estado mexicano de Guerrero. Es parte del municipio de Quechultenango.

## Toponimia
El nombre «Tonalapa» proviene de los términos en náhuatl: tonalli, rayo de sol; apan, río. Su significado es «río de luz solar».

## Demografía
| Gráfica de evolución demográfica |
|                                  |

| Censo | Población |
| ----- | --------- |
| 1900  | 135       |
| 1910  | 205       |
| 1921  | 252       |
| 1930  | 291       |
| 1940  | 403       |
| 1950  | 540       |
| 1960  | 615       |
| 1970  | 593       |
| 1980  | —         |
| 1990  | 848       |
| 2000  | 903       |
| 2010  | 1 026     |
| 2020  | 1 083     |